# Julio Becerra Rivero
Julio Becerra Rivero (ur. 15 października 1973 w Hawanie) – amerykański szachista pochodzenia kubańskiego, arcymistrz od 1997 roku.

## Kariera szachowa
Zasady gry w szachy poznał w wieku 13 lat. W latach 90. XX wieku należał do ścisłej czołówki kubańskich szachistów. Trzykrotnie (1995 – wspólnie z Juanem Borgesem Mateosem, 1996 – wspólnie z Irisberto Herrerą oraz 1998) zwyciężał w indywidualnych mistrzostwach kraju. Również trzykrotnie (1994, 1996, 1998) reprezentował barwy Kuby na szachowych olimpiadach, poza tym w 1995  – na drużynowych mistrzostwach państw panamerykańskich (zdobywając dwa złote medale: wraz z drużyną oraz za indywidualny wynik na V szachownicy), a w 1997 – na drużynowych mistrzostwach świata. W 1998 odniósł jeden z największych międzynarodowych sukcesów, samodzielne zwyciężając w turnieju strefowym w San Salvadorze, natomiast w 1999 wystąpił na rozegranych w Las Vegas mistrzostwach świata systemem pucharowym (w I rundzie przegrał z Aleksiejem Aleksandrowem), a po zakończeniu turnieju postanowił pozostać w Stanach Zjednoczonych. O swojej decyzji powiedział wówczas:

Na Kubie byłem w dość uprzywilejowanej pozycji, będąc szachistą. Podróżowałem samodzielnie do wielu krajów i nigdy tam nie zostałem, więc nie przyszło im nawet na myśl, że chcę uciec... Poczułem, że jest to moja ostatnia szansa i że jeśli bym z niej nie skorzystał, pozostałoby to w mojej świadomości do końca życia.

Lata 1999–2005 były trudnym okresem w jego życiu. Mógł do woli korzystać z wolności żyjąc w Stanach Zjednoczonych, ale równocześnie zabronione mu było podróżowanie i gra w turniejach międzynarodowych (z powodu braku paszportu). Nie mógł również powrócić na Kubę, gdzie zostałby aresztowany. W 2005 otrzymał zieloną kartę, co pozwoliło mu na grę w turniejach poza granicami USA. W 2007 podzielił III m. w mistrzostwach tego kraju (za Aleksandrem Szabałowem i Aleksandrem Oniszczukiem, wspólnie z Jurijem Szulmanem i Grigorijem Kajdanowem), dzięki czemu zdobył awans do turnieju o Puchar Świata (w I rundzie przegrał z Jewgienijem Bariejewem).
Do innych jego sukcesów należą:
- dz. I m. w San Martín (1995, wspólnie z Hugo Spangenbergiem),
- dz. I m. w Mislacie (1997, wspólnie m.in. z Gilberto Hernandezem),
- dz. II m. w Hawanie (1999, memoriał Jose Raula Capablanki, za Anthony Milesem, wspólnie z Suatem Atalikiem i Lazaro Bruzonem),
- I m. w Guayaquil (2001 – dwukrotnie),
- dz. I m. w Los Angeles (2003, wspólnie z Leonidem Judasinem),
- I m. w Boca Raton (2005),
- dz. I m. w Coamo (2005, wspólnie z Jaanem Ehlvestem),
- dz. I m. w Las Vegas (2005, wspólnie z Ildarem Ibragimowem i Aleksandrem Szabałowem),
- dz. I m. w Miami (2006, wspólnie z Nickiem de Firmianem i Roberto Martínem del Campo Cárdenasem),
- dz. I m. w King of Prussia (2007, wspólnie z Aleksandrem Stripunskim, Sandipanem Chandą, Warużanem Akobianem, Jewgienijem Najerem, Wiktorem Michalewskim i Aleksandrem Szabałowem),
- I m. w Coamo (2007),
- dz. I m. w Mashantucket (2008, wspólnie z Aleksandrem Iwanowem, Aleksandrem Szabałowem, Robertem Hessem i Jurijem Szulmanem),
- I m. w Bridgetown (2008),
- I m. w Richardson (2008),
- I m. w La Vedze (2009).

Najwyższy ranking w dotychczasowej karierze osiągnął 1 stycznia 2009, z wynikiem 2614 punktów zajmował wówczas 6. miejsce wśród amerykańskich szachistów.